# ژواو پنجم
ژواو پنجم (به پرتغالی: João V) معروف به بزرگوار (به پرتغالی: o Magnânimo) و پادشاه خورشید پرتغال (به پرتغالی: o Rei-Sol Português) پادشاه پرتغال در نیمهٔ نخست سدهٔ هژدهم بود. ژواو پنجم از دودمان براگانسا بود. در زمان پادشاهی او، پرتغال شاهد درخشش و رسیدن به کامیابی و ثروت بود. امپراتوری پرتغال در زمان ژواو پنجم در قاره‌های آسیا، آفریقا و اروپا بسط بسیار یافت. او شهریاری هنرپرور بود و بناهای زیادی در زمان پادشاهی ژواو پنجم و به فرمان او ساخته شد. او همچنین مردی مذهبی بود و زمان زیادی در روز را به عبادت یا مطالعهٔ متون مذهبی اختصاص می‌داد به سریر مقدس هم اعانه‌های بسیاری روانه می‌داشت.

## فرزندان
- ماریا باربارا د براگانسا
- پدرو، ولیعهد برزیل
- ژوزه یکم
- اینفانته کارلوش
- پدروی سوم
- اینفانته آلیشاندری
- آنتونیو د براگانسا
- گاسپار د براگانسا
- ژوزه د براگانسا
- ماریا ریتا د براگانسا